# Rouge
Rouge es un grupo femenino de música pop formado por cinco integrantes: Aline Wirley, Fantine Thó, Karin Hils, Li Martins y Lu Andrade. Creado en 2002 mediante el show de talentos Popstars, emitido por SBT y Disney Channel, producido por la compañía argentina RGB Entertainment quienes ya habían logrado conformar los grupos Bandana y Mambrú en dicho país. Las integrantes resultaron elegidas de entre 30 000 candidatas, consiguiendo un contrato con la discográfica Sony Music Entertainment (Brasil).
El primer álbum de estudio debut del grupo se lanzó en 2002 y fue autotitulado Rouge, el cual vendió más de 2 000 000 de copias en Brasil. Para promocionar este álbum se publicaron los sencillos "Não Dá pra Resistir", "Beijo Molhado" y, principalmente, "Ragatanga" el que ayudó a establecer al grupo como un éxito nacional, ganando el apodo "las Spice Girls brasileras". Después del éxito del primer álbum, se lanzó un álbum de remezclas llamado Rouge Remixes para el público que gustaba de la música electrónica. El segundo álbum de estudio se llamó C'est La Vie y fue publicado en 2003, vendiendo 900 000 copias del cual se promocionaron las canciones "Brilha la Luna" y "Um Anjo Veio Me Falar". Después de la salida de Lu Andrade en 2004, las cuatro integrantes restantes siguieron y lanzaron los álbumes Blá Blá Blá en 2004 y Mil e Uma Noites en 2005.
En Latinoamérica y principalmente en Argentina fueron reconocidas por realizar versiones de canciones ya conocidas en ese país. "Ragatanga" es una reversión de "Aserejé" por Las Ketchup. También editaron "Quando Chega a Noite" originalmente lanzado por Bandana (grupo surgido del programa Popstars de Argentina). "Nunca Deixe de Sonhar" es una versión de la canción inédita "El poder de los sueños" compuesta por Alejandro Lerner e interpretada por Bandana y Mambrú. Además de versiones de canciones de artistas como Paulina Rubio, Natalie Imbruglia, etc.
El grupo se separó definitivamente en junio de 2006, cuando el contrato con Sony Music expiró y no fue renovado. A lo largo de cuatro años, el grupo vendió cerca de seis millones de discos, convirtiéndose en el grupo femenino más exitoso de Brasil y América Latina y recibió en total, tres discos de oro, tres discos de platino, un disco de platino doble por la ABPD. Bajo la orientación de su mentor y empresario, el productor musical Rick Bonadio, se embarcaron en giras agotadas por Brasil y diversos países de América Latina, Europa y África. También fueron estrellas de comerciales y programas de televisión, así como los rostros de diversos productos licenciados como álbumes de figuritas, sandalias y muñecas.
El 17 de octubre de 2012, el grupo anunció que haría un retorno para la realización de algunos shows, pero sin la integrante Luciana Andrade. A pesar de grabar nuevas canciones en 2013, el retorno no fue realizado debido a problemas burocráticos. El 12 de septiembre de 2017, el grupo anunció a través de su página oficial en Facebook un show con la formación original para el 13 de octubre de 2017 en Río de Janeiro, en conmemoración a los 15 años de carrera. Un nuevo show fue marcado para el 14 de octubre después de que las entradas del primer concierto se agotaran. En el mismo mes, se decretó el retorno definitivo del grupo. En noviembre de 2017, las Rouge firmaron con Sony Music Brasil.

## Carreira

### 2002: Popstars
El programa Popstars, producido por RGB y presentado por SBT y Disney Channel del 27 de abril al 7 de septiembre de 2002, acompañó la formación de un grupo femenino de música pop en Brasil desde el principio. Miles de chicas se inscribieron para audicionar y mostrar sus talentos a los jurados con el único propósito de cumplir el sueño de ser una estrella del pop. Más de 20 episodios, los candidatos de 18 a 25 años fueron evaluados por los jueces Rick Bonadio, Alexandre Schiavo, Iara Negrete, Ivan Santos y Liminha, sometidos a pruebas eliminatorias sucesivas donde se evaluaron cuestiones como la afinación, el ritmo, la facilidad en el frente a las cámaras, carisma y talento para el baile.
De los miles de candidatos que se inscribieron, 6,000 fueron seleccionados para la primera ronda eliminatoria en el sambódromo de São Paulo, donde hicieron una evaluación de la esquina. Para la segunda fase, solo 2.000 niñas fueron clasificadas. En las siguientes fases, los jueces se volvieron cada vez más exigentes, por lo que seleccionaron para las próximas etapas solo a las chicas que realmente pudieron enfrentar la carrera de estrella del pop. Después de 5 rondas eliminatorias, solo 8 chicas se clasificaron para la ronda final que tuvo lugar en la casa de los Popstars. Después de que concluyó la sexta y última fase eliminatoria, el grupo de chicas brasileñas finalmente se formó con las 5 chicas restantes: Aline Wirley, Fantine Thó, Karin Hils, Li Martins (en ese momento conocida por su nombre de nacimiento Patrícia) y Luciana Andrade. El nombre elegido para el grupo fue Rouge "porque tiene cinco letras y también porque en francés significa rojo, un color asociado con la sensualidad [...] y es pop".

### 2002-03: primer álbum y éxito internacional

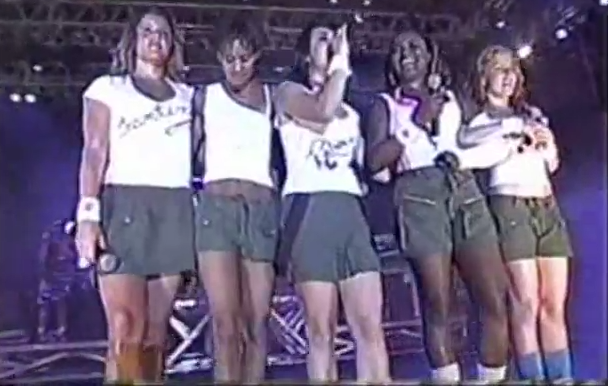
Rouge en 2003.

Después del reality show, la banda firmó un contrato con Sony Music y RGB Entertainment, un productor internacional, productor del programa Popstars en Brasil y Argentina, que apostó fuertemente por la banda y distribuyó alrededor de 150 mil copias del primer trabajo en las tiendas que ya están en primer envío. El disco, cuyo título es solo el nombre de la banda, alcanzó la marca de 750 mil copias vendidas en solo dos meses de ventas. Su primera canción de trabajo fue "Não Dá pra Resistir" seguido de "Ragatanga", una canción con la participación especial de Las Ketchup, quienes son los cantantes originales del tema, que pronto se convirtió en un megahit, incluso con sus letras ininteligibles. Después de cinco meses, el álbum ya había vendido 1 millón de copias. El CD tenía 14 pistas, la mayoría de las cuales fueron escritas por el productor Rick Bonadio.
Luego, el grupo lanzó una serie de éxitos en las estaciones de radio brasileñas, incluyendo "Beijo Molhado", "Hoje Eu Sei" y "Olha Só". El álbum también cuenta con la participación del grupo KLB en la canción "Nunca Não de Sonhar". En diciembre de 2002, se lanzó una versión remezclada del álbum Rouge titulada Rouge Remixes. La colección vendió 30,000 copias.

### 2003-04: C'est la Vie y salida de Luciana
C’est la Vie, el segundo álbum de estudio de la banda, vendió 100,000 copias solo en la primera semana, y la canción "Brilha la Luna" fue una de las más escuchadas en las estaciones de radio de Brasil. El disco mezcla baladas dulces con música pop, así como también se mezcla con baile zouk. Según los miembros de la banda, el primer CD ya estaba listo para la banda que ganó el concurso, en el segundo álbum, participaron en el proceso de producción e introdujeron sus composiciones para trabajar. Un ejemplo es la canción "Um Anjo Veio Me Falar", compuesta por los cinco miembros. Las canciones "Vem Cair Na Zueira" y "C'est la Vie", que llegaron al Top 20 en Brasil, Argentina, Portugal y Angola, también fueron lanzadas como singles. También parte del proceso de producción fue el cambio de aspecto de las cinco chicas, que comenzaron a usar ropa mucho más moderna y con el tema de las "superheroínas", así como su cabello y maquillaje. El álbum vendió más de 350,000 copias. Fantine comentó que "Nuestro aspecto es más fuerte y nos hace parecer guerreros".
El 11 de febrero de 2004, Luciana Andrade anunció su salida del grupo, después de no adaptarse al estilo de música que estaban interpretando, y también por no adaptarse a la repentina fama, además de querer hacer otro tipo de sonido como folk y la roca. Aunque Luciana Andrade es la voz principal del grupo, en ese momento las quejas llegaron a los medios de comunicación de que las chicas ganarían poco, alrededor de R $ 500 reales por cada espectáculo, mientras que el resto quedaría en manos de los empresarios. Los otros miembros dijeron que su partida tuvo un efecto positivo, ya que hizo que todos volvieran a evaluar todo lo que estaba sucediendo en sus carreras.

### 2004-06: Blá Blaá Blá, Mil e Uma Noites y separación

Rouge en un concierto en la gira de Blá Blá Blá, 2004.

Tercer álbum lanzado por el grupo, Blá Blá Blá está marcado por la ausencia de Luciana Andrade. Rouge apostó por un pop más agresivo y maduro. Blá Blá Blá vendió más de 130 mil copias y alcanzó los éxitos "Blá Blá Blá", "Sem Você" y "Vem Dançar", que fueron un éxito público. Los miembros mismos compusieron varias pistas en este álbum como "Na Palma Da Mão", "Pra Semper Te Amar" y "Wherever I Go". Hay una pista multimedia para computadora que se abre como un CD-ROM que contiene juegos con los miembros de la banda. Ese mismo año, el grupo recibió el Premio a la Mejor Banda de la Academia Brasileña de Letras.
Al año siguiente lanzaron el álbum Mil e uma Noites, que trajo solo seis pistas inéditas, de las cuales "Vem, Habib", un éxito del verano de 2005, y "O Amor é Ilusão". El sonido de las canciones fue lanzado. inédito se centró en las melodías del este. En 2006 se anunció el final de la banda. El álbum fue certificado oro por más de 50,000 copias vendidas. Con la finalización del contrato con Sony Music y la no renovación de la misma, el grupo terminó separándose en junio de 2006.

### 2011-12: Campañas de reencuentro
A principios de 2011, los antiguos fanáticos y seguidores del grupo comenzaron una campaña titulada Queremos Rouge DVD 10 Anos, cuyo objetivo era hacer que los miembros volvieran a la grabación de un DVD conmemorativo de los diez años de existencia, que se completaría en 2012, y una gira de despedida. Se lanzó un video en Youtube en apoyo de la campaña, generando miles de visitas y atención de la prensa. El 13 de diciembre, Fantine se dio cuenta de la campaña y aprovechó la oportunidad para contrarrestar las especulaciones de que todavía tendría cierta fricción con Luciana en su página oficial de Facebook, diciendo que eran amigos y que la defendían de las críticas a la ausencia del grupo en trabajos recientes. La cantante también dijo que apoyaba una reunión, siempre que fuera un trabajo más serio.
A finales de ese año, Karin Hils declaró que no imaginaba que habría tanta gente a la que le gustaría que el grupo regresara, pero descartó la idea de un nuevo comienzo, diciendo que la presentación de despedida era considerable. "No negaré que toda esta conmoción nos conmueve. No para comenzar de nuevo, sino para terminar nuestra historia de una manera hermosa". A principios de 2012 fue el turno de Luciana de comentar sobre la campaña, diciendo que le gustaría volver con el grupo siempre que no fuera para revivir viejas canciones o hacer dance pop y canciones coreografiadas como en el pasado, ya que ya no estaba cómoda en situación. El cantante agregó que sería genial regresar con un trabajo más maduro, sin quedar atrapado en el pasado.
“Me gustaría conocer a las chicas nuevamente, cantar una nueva canción o grabar la versión de Shakira que escribimos juntas, creo que es una excelente idea hacer algo único y nuevo. Hoy me sentiría incómodo cantando y bailando esas canciones. Creo que en el fondo los fanáticos solo quieren volver a vernos juntos, independientemente de lo que cantemos. "
El 26 de septiembre, el ex productor del grupo, Rick Bonadio, se unió a los fanáticos para difundir la campaña de retorno. El mismo día, el periódico Diário de S. Paulo reveló que las chicas estarían en reuniones secretas. Poco después, Patricia declaró que estaban pensando en organizar una reunión para discutir el asunto, pero que no había nada concreto.

### 2012-14: intento de retorno e impedimento
El 10 de octubre, el productor Rick Bonadio se reúne con los miembros Aline y Patricia para una reunión, y también con la presencia de Fantine por videoconferencia desde los Países Bajos. El 17 de octubre, Karin reveló a la Revista Caras que el grupo se reunió nuevamente para grabar el reality show de la Multishow Fábrica de Estrelas, de Bonadio, y que grabarían nuevas canciones. El miembro también dijo que el grupo definitivamente no regresaría, que solo sería una gira de despedida con nuevas canciones y que, aunque Fantine Thó casi no lo aceptó, solo Luciana Andrade no regresaría porque no se identificaba con el viejo estilo de música. El 8 de abril de 2013, se lanza el episodio de Fábrica de Estrelas, donde Rick Bonadio se reúne con los miembros para invitarlos a grabar nuevas canciones. En la ocasión, también se mostró la reunión con Luciana, revelando que la cantante decidió no regresar porque ya no se identificaba con la música pop, y no consideró justo regresar después de haberse ido antes. La semana siguiente se lanza el primer sencillo promocional "Tudo é Rouge", grabado en el programa y, el 22 de abril, el segundo, "Tudo Noite Vez". Sin embargo, la consolidación del retorno no se produjo en ese momento. El 10 de julio, Fantine explicó en su página personal que el grupo estaba pasando por problemas burocráticos para regresar, como el lanzamiento de viejas canciones y la marca 'Rouge' para poder usar el nombre nuevamente. "Hablo francamente que estoy realmente harto de esperar, son tres años de suspenso y expectativa (...) No entiendo a estas personas codiciosas que se pierden en dinero y poder y solo obstaculizan el desarrollo de cosas hermosas", declaró.
El 30 de marzo de 2014, un año después de la idea original de regresar, Aline, Karin, Fantine y Patricia lanzaron una carta al público explicando las dificultades para lograr el proyecto. En la declaración, los miembros explicaron que, a pesar de haber pasado por algunas etapas burocráticas, todavía había muchos impedimentos, como no poder usar el nombre del grupo todavía, y que los patrocinios se centraron en la Copa del Mundo y que el entorno artístico no estaba actualizado para inversiones en el momento. Además, el grupo felicitó a la exmiembro Luciana Andrade por su trabajo, "Ella continúa construyendo su carrera en solitario con una calidad extrema. Lu, esperamos su carrera y éxito", y también dijo a los fanáticos que no la presionen.

### 2017: Regreso y Chá Rouge

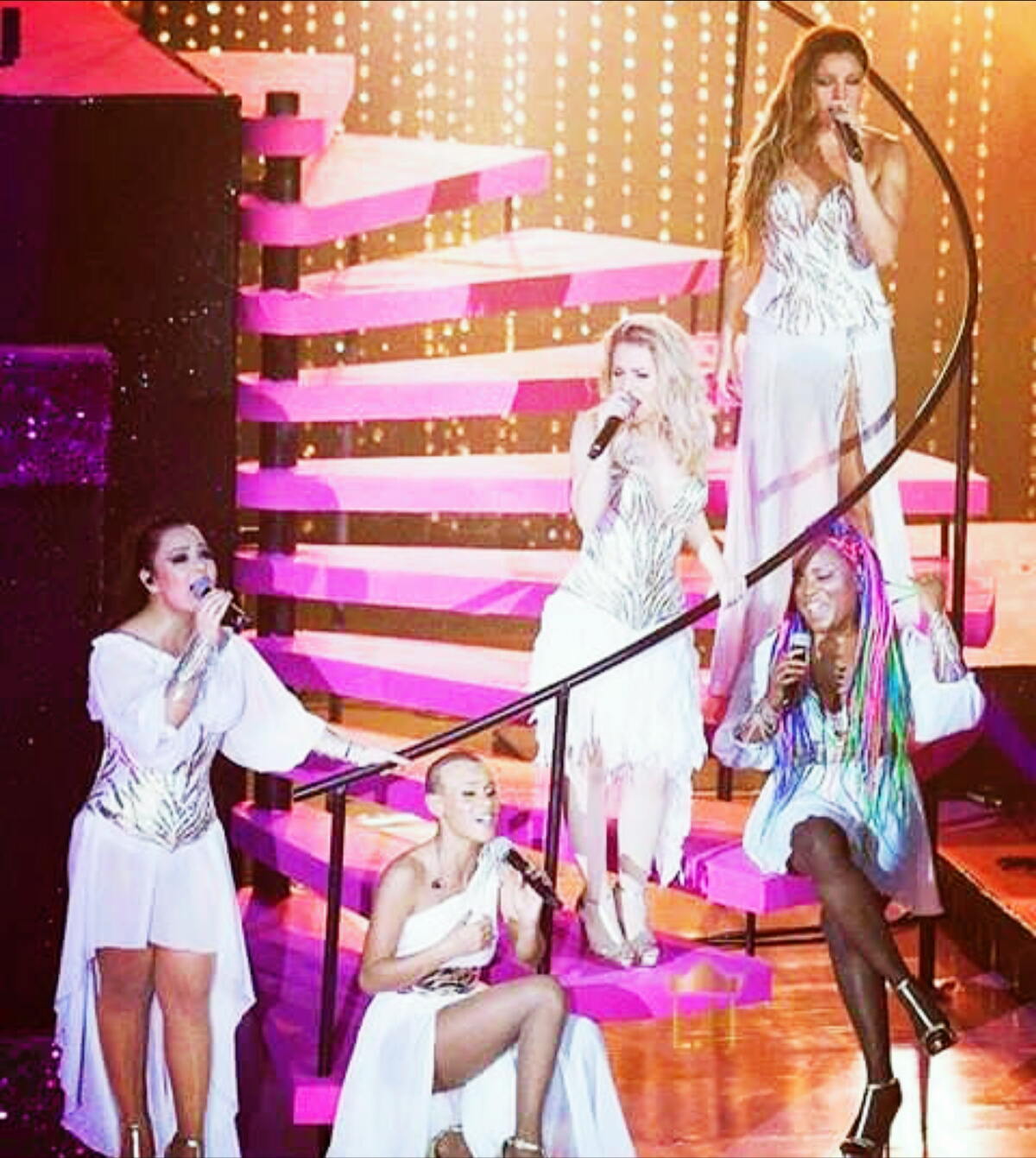
Lu en gira Rouge en una gira de conciertos Chá Rouge en 2017.

En agosto de 2017, el 15 ° cumpleaños de Rouge fue celebrado intensamente por los fanáticos y todos los exmiembros. En el mes siguiente, el perfil oficial de la fiesta Chá da Alice publicó una pancarta rosa con las palabras: "Si solo causan, imaginen juntos". La imagen causó alboroto entre los fanáticos, quienes comenzaron a especular que el grupo podría ser el tema de una de las fiestas. El 12 de septiembre, el perfil lanzó una imagen rosa y brillante, aludiendo a la portada del primer álbum y prometiendo una declaración oficial al día siguiente. El 13 de septiembre, se anunció el regreso del grupo con la formación original. Al día siguiente, los boletos salieron a la venta y se agotaron en un minuto. Después de tres horas, la organización del evento anunció oficialmente que las 5,000 entradas para Chá Rouge se habían agotado y se programó un espectáculo adicional para el día siguiente. El espectáculo reverberó y tuvo una exposición tan intensa que el grupo decidió anunciar una nueva gira por las principales capitales de Brasil en 2018. El 26 de octubre, comenzaron las ventas para el espectáculo de São Paulo, el 25 de noviembre, así como en Rio, las 7,000 entradas ofrecidas a la venta se agotaron en poco más de 3 horas. El sitio web responsable de comprar los boletos no admitió tal demanda y estuvo inactivo durante unos minutos. Según la empresa responsable, alrededor de 240,000 personas accedieron al sitio al mismo tiempo. La cola virtual llegó a casi 20,000 personas, lo que causó muchos inconvenientes al público.Se programó un nuevo espectáculo adicional para el 2 de diciembre y se agotó el mismo día. En octubre, se confirmó que Rouge definitivamente había regresado.
El 29 de noviembre, el grupo volvió a firmar con Sony Music Brasil y el 1 de diciembre, toda su discografía se puso a la venta y en streaming en plataformas digitales. Después de ser lanzados en plataformas digitales, los cuatro álbumes del grupo alcanzaron el Top 10 del iTunes brasileño y siete canciones, el Top 100 de singles en esa plataforma. En Spotify Brasil, además de las siete canciones que ingresaron al Top 200, la canción Ragatanga alcanzó el primer lugar en el Top de canciones virales.
Con el gran éxito de los espectáculos en Chá do Rouge, el formato se adaptó para un bloque de carnaval en 2018. El 11 de febrero de 2018, el Block Chá Rouge, llenó la avenida 23 de Maio en São Paulo y se reunió, según el Municipio de São Paulo, 1,2 millones de personas.

### 2018-19: Rouge 15 años y Les 5inq

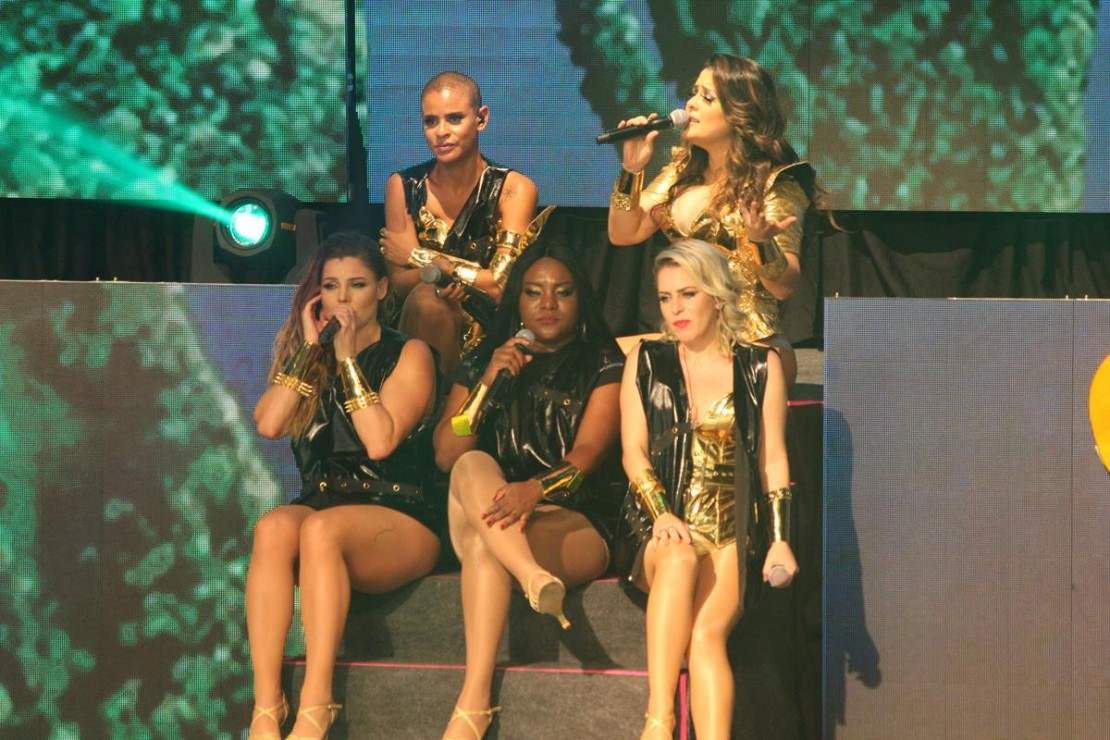
Rouge en una gira de conciertos Rouge 15 Anos, en 2018.

El 27 de enero de 2018, el grupo comienza la gira Rouge 15 Years, que reunió canciones de los primeros cuatro álbumes del grupo, así como nuevos arreglos que incluyeron partes de canciones de Bruno Mars, Rihanna y Beyoncé. El primer espectáculo tuvo lugar en Fortaleza, Ceará, con entradas agotadas, [55] y el último espectáculo, también en el noreste, fue el 11 de agosto de 2018, en Recife, Pernambuco.
El 4 de febrero, en Domingão do Faustão, el grupo comenzó a lanzar materiales inéditos, a través de la canción "Bailando", el primer sencillo de regreso del grupo. La canción debutó en primer lugar en el ranking de varias plataformas digitales, ubicándose en la parte superior de listas como "As 50 Virais do Brasil" en la plataforma Spotify y teniendo su videoclip en la parte superior de los más vistos en YouTube, con más de 2 millones de visitas en menos de 48 horas.
En marzo de 2018, las chicas de Rouge lanzan más canciones nuevas, esta vez para la banda sonora de la película infantil Pedro Coelho. El video musical de la canción principal, Trust Me, protagonizada por Rouge, fue lanzado el 19 de marzo de 2018, junto con el sencillo en plataformas digitales, que vino con las canciones Trust me and Dream to grow.
El 31 de agosto, el grupo anunció su segundo sencillo oficial después de su regreso, "Dona da Minha Vida", una canción que rápidamente subió a la cima de las principales plataformas de transmisión y venta en línea en Brasil, ocupando el primer lugar en ventas en iTunes y en Apple Music. La primera presentación en vivo de la canción tuvo lugar en el Premio Multishow de Música Brasileña, en el que el grupo ganó el premio al mejor grupo en 2018.
El 2 de octubre, Rouge anunció en las redes sociales el lanzamiento de su primer EP, que se llamó 5, en referencia al hecho de que era su quinto trabajo inédito, además de contener cinco pistas. El lanzamiento tuvo lugar el 8 de ese mes. El 19 de enero de 2019, se lanzó "Solo Tu", que fue elegido como sencillo a través de una votación en Spotify.
El 24 de enero de 2019, el grupo anunció a través de sus páginas oficiales que tomarían un descanso indefinido, pero que dejarían su nuevo álbum de estudio, Les 5inq, el quinto de la carrera del grupo, lanzado más tarde para los fanáticos. el 1 de febrero. Además, para finalizar la segunda fase del trabajo que comenzó en 2017, lanzaron el EP acústico Rouge Sessions - De Portas Abertas, que presentaba videos para todas las canciones. Incluso sin haber sido trabajado por los miembros, el álbum Les 5inq ocupó el primer lugar en ventas en iTunes y la canción Como Na Primeira Vez, ocupó el tercer lugar en el iTunes iTunes Ranking en las primeras semanas de su lanzamiento.

### Controversias sobre el segundo término
Poco después del final, hubo varios debates sobre por qué el grupo terminó sus actividades. La miembro Karin Hils habló sobre el tema dos semanas después del final: "Cada uno estaba en su mundo y se reunía para hacer Rouge, pero el grupo requiere una gran demanda. Las cosas hoy suceden muy rápido y requieren planificación. Entonces entendimos que ya no era posible seguir así. Escuché que Rouge terminó por mi culpa, no es cierto. El grupo terminó debido a un sistema defectuoso. La banda demanda mucha demanda y no todos estaban dispuestos y tenían la posibilidad de entregar lo que él exigía. Todos tenían que estar en el mismo enfoque, y siempre llamaba la atención sobre eso. Así que para hacer más o menos, no lo hace. Lo veo como un final, no como una pausa. No veo la posibilidad de regresar ". Por otro lado, el miembro Li Martins declaró que el grupo se había tomado un descanso y no descartó un espectáculo de despedida, llegando incluso a decir que estudiarían mejor el mercado, diciendo: "Es un hasta pronto y aún no sabemos 2019 rese Puede ser que mañana tengamos nuevas noticias. Después del anuncio de la pausa, surgieron muchas cosas, propuestas. No descartamos un espectáculo de despedida ".
Inicialmente, la integrante Aline Wirley mencionó que el grupo había tomado un "descanso", y expresó su opinión en un programa de despedida: "Creo que deberíamos hacerlo en algún momento. Promocione este álbum, haga algún programa". Sin embargo, meses después, en una entrevista, el cantante declaró que no habría vuelta atrás. Fantine, por su parte, declaró que no podía ver el final del grupo y enfatizó que siempre estaría abierto a las posibilidades de una reunión grupal. A su vez, Lu Andrade no estaba seguro sobre el posible futuro del grupo, pero declaró la prematuridad de la terminación: "Rouge podría haber durado más en esta segunda fase, fue un final prematuro, pero las cosas son como deben ser, Dios termina haciendo las cosas correctas, pero no esperaba [el final], así que no tenía muchos planes. Desearía haber vivido más, hecho más shows, grabado más canciones con Rouge ".

## Características musicales
Para Rouge, el grupo inglés Spice Girls es la mayor referencia musical para su carrera. Rouge grabó canciones pop, con estilos que también cubren dance-pop, zouk y hip hop. En Rouge (2002) se movieron entre el pop y el dance-pop, mientras que C'est La Vie (2003) explora el ritmo zouk que ya estaba presente en la escena musical principalmente en Europa, el ritmo tiene una similitud con la lambada. Blá Blá Blá (2004) sigue la misma línea pop que consagró a la banda en los dos álbumes anteriores, sigue siendo pop y ecléctico, pero está más conectado con las raíces de las influencias. El sencillo Blá Blá Blá mezcla dance-pop, black y rap. "Se Liga Se Toca" es un pop rock, "Horror Movie" es más hardcore y "Na Palma da Mão" tiene un ritmo afrobrasileño "Este último , por cierto, es la autoría de la banda en sí, y la primera composición que Rouge graba en un álbum, en Mil e Uma Noites (2005), la canción "Vem habib" trae la influencia de la música árabe.
En su quinto álbum de estudio, Les 5inq se centra básicamente en la mezcla de R&B y reguetón, y también aporta elementos de trap, pop latino y funk, diferenciándose de los otros álbumes del grupo por no apostar por el tradicional dance-pop y bubblegum con letras. "Kiss in the Mouth" trajo un tema más sensual, mezclando funk con R&B y trap. "Dona da Minha Vida", lanzado como el primer sencillo, trajo una composición contemporánea y política sobre el empoderamiento femenino y el tema de las relaciones abusivas, apostando por una producción más seria y sobria que las otras en el álbum al mezclar trampa y alma para R&B más urbano, inspirado en el sonido urbano de cantantes como Alicia Keys y Beyoncé. La balada "Sem Temer", es completamente diferente de las canciones románticas tradicionales del grupo como "Um Anjo Veio Me Falar" y "Sem Você", con una atmósfera que se asemeja a la banda de pagodas Sampa Crew. Líricamente, la canción aborda una visión más adulta del amor. La canción "Te Ligo After", se centró en el baile R&B y los coros unidos de los cinco miembros, con notas altas y tradicionales de grupos de chicas, haciendo referencia al sonido más relajado del grupo en la primera fase e inspirándose en el sonido de "Crazy in Love". , por Beyoncé.

## Publicidad
Incluso antes de que el grupo Rouge tuviera éxito, sus productores ya planeaban lanzar varios productos utilizando el nombre de los miembros del grupo y la marca Rouge misma. Inicialmente, el grupo protagonizó comerciales para la cadena de tiendas de mujeres Marisa, realizando campañas para el Día de la Madre y Navidad, e incluso con calcomanías autografiadas de los miembros que las tiendas Marisa distribuían en todo el país. También se produjeron muñecas Baby Brink para los cinco miembros del grupo, que se distribuyeron a partir del 9 de septiembre de 2003. El grupo también firmó un contrato con Arcor, una empresa que produce chicle, confitería y huevos de Pascua, todos con la imagen de las niñas. Se han producido más de siete tipos de productos para la publicidad del grupo Rouge.
En 2003, Editora Abril lanzó el libro ilustrado Rouge, con 180 pegatinas para que los admiradores del grupo recogieran y al año siguiente, Kromo Editora lanzó un libro ilustrado compuesto por 72 fotos de las chicas de Rouge para que los admiradores recogieran y pegaran en el libro ilustrado La calidad de las pegatinas era bien conocida por los coleccionistas de álbumes de pegatinas. El grupo también lanzó "Sandália Rouge" de Grendene, poco después de convertirse en un éxito mediático, al año siguiente, lanzaron una nueva sandalia, que venía con un colgante. El último lanzamiento con Grendene fue "Tamanco Rouge", un gran éxito de ventas. También se lanzó una marca de productos escolares a la altura del grupo, sin embargo, debido al hecho de que es una rareza, es difícil saber qué compañía fue responsable de este lanzamiento.
En 2011, Tilibra lanzó una línea de cuadernos inspirados en el grupo, con un color diferente para cada cuaderno.
En 2018, las chicas fueron chicas de cartel para reposicionar la línea de maquillaje "Color Trend" de Avon. En la edición de la campaña en cuestión, las chicas cubren y llenan la revista de la marca, además de grabar un comercial con una nueva versión de la canción "Popstar" (del primer álbum del grupo).

## Legado
Rouge desfilando en Caprichosos de Pilares en el Carnaval de 2004.
Durante su carrera, Rouge se convirtió en uno de los grupos récord en ventas récord en Brasil, con más de 6 millones de copias vendidas, siendo el grupo de chicas más vendido en Brasil y América Latina. Uno de los álbumes del grupo también aparece en la lista de álbumes más vendidos en la historia de la industria de la música brasileña, siendo el álbum debut del grupo Rouge, que recibió la doble certificación de platino. Descritas como las "Spice Girls brasileñas", algunos vehículos acreditaron al grupo por ser parte del pop brasileño; Algunos críticos los llamaron "ratas de laboratorio" y "cenicienta pop".
Eduardo Coelho del sitio web Fatos Desconhecidos, veneraba el reality show Popstars por revelar al grupo. Al escribir que "incluso con los pros y los contras del formato, era innegable en relación con los reality shows en suelo nacional, es que al menos crearon, moldearon y produjeron un verdadero fenómeno llamado: Rouge". el escritor también elogió la canción más exitosa del grupo "Ragatanga", alegando que es imposible de olvidar y que su coreografía es épica. Cristiano Freitas, del sitio web A Escotilha, definió la contribución del grupo al pop brasileño como "uno de los principales fenómenos del género ya revelado en Brasil". Diário do Nordeste, acreditó al grupo por dar "cara a la música pop puramente brasileña, trayendo a Brasil el concepto de" banda de chicas ", popularizada especialmente por las Spice Girls. El periodista Diego Bargas del sitio web de Folha, comparando su carrera Rouge y Spice Girls, alegando que tienen similitudes, éxito meteórico a una edad temprana, en la cima del sufrimiento por la partida de un miembro, ambos grupos tenían poca actividad, pero mantenían muchos admiradores.
Varios artistas citaron a Rouge como influyente en algún aspecto de sus carreras; entre ellos están Anitta, Pabllo Vittar, Gloria Groove, los grupos de chicas Girls y Ravena, los multimedia Maisa Silva y Tiago Abravanel, así como la actriz Fernanda Souza.
Como grupo, Rouge recibió una serie de premios, incluyendo seis Trofeu Universo Musical, siete Premios Capricho, dos Premios Multishow a la Música Brasileña, así como nominaciones para los Premios Grammy Latino y MTV Video Music Brasil, My Nick. A lo largo de su carrera, recibieron varios premios a la mejor banda, álbum y música. Vendieron más de 6 millones de discos y singles en todo Brasil. El grupo logró el debut más grande para un grupo femenino en Brasil, en Pro-Música Brasil en el número uno con Rouge, convirtiéndose en el 17º álbum más vendido de todos los tiempos. en el país. El álbum y la canción Ragatanga se mantuvieron en la cima simultáneamente durante otras nueve semanas en sus respectivas listas, e incluso después de que el sencillo dejó la cima, el álbum continuó encabezando el ranking de álbumes más vendidos durante otra semana, totalizando diez semanas en la cima. "Ragatanga" se convirtió en un viral inmediato en Brasil, ganando las listas de forma rápida y rápida. La canción alcanzó la posición más alta de las estaciones de radio, permaneciendo en primer lugar durante tres meses consecutivos.
"Ragatanga" se convirtió en un éxito rotundo en Brasil, haciendo que Rouge no solo fuera popular en Brasil, sino en algunas partes del mundo. Se decía que el sencillo era la canción que impulsó las ventas del primer álbum de la banda. En dos meses en las tiendas, el álbum alcanzó la marca de 730,000 copias vendidas y se convirtió en un favorito para el título de campeón comercial de 2002. Además, la canción no salió de la parte superior de las listas. La canción también fue vista como la razón por la cual se agotaron las entradas para el debut del grupo el 14 de noviembre de 2002, en el ATL Hall, en Río de Janeiro. En ese momento, el álbum ya había alcanzado 950 mil copias.
La revista estadounidense Billboard, que presenta los aspectos más destacados del mundo de la música, trajo un artículo con una foto de Rouge, en la edición estadounidense de octubre de 2002. El informe mostró detalles de la producción, cómo se hizo el cruce de los éxitos, el impacto de la música. en la radio, y hablamos un poco sobre la primera gira que hicieron en Brasil. Además de hablar sobre los éxitos "Ragatanga" y "Não Dá pra Resistir", también se habló sobre la carrera internacional que la banda estaría a punto de comenzar, la primera actuación de Rouge en Argentina, con enorme éxito, y las intenciones de lanzar el CD grupal en varios países de América del Sur.

## Discografía
- Rouge (2002)
- C'est la vie (2003)
- Blá Blá Blá (2004)
- Mil e Uma Noites (2005)
- Les 5inq (2019)

## Giras
- Rouge (2002)
- C'est La Vie (2003-04)
- Blá Blá Blá (2004-05)
- Mil e Uma Noites (2005)
- Chá Rouge  (2017-18)
- Rouge 15 Anos (2018)